# Denny (Écosse)
Denny est une ville d'Écosse à 13 km au sud de Stirling sur la Carron.

## Histoire
Jusqu'aux années 1980, Denny était connue pour ses industries de lainages et de papiers qui s'étaient développées fortement au XIXe siècle. 

## Personnalités liées à la ville
- Thomas Bain : homme politique canadien
- George William Gray : chimiste
- Jimmy McMullan : footballeur
- Kenny Deuchar : footballeur et médecin
- Billy Steel : footballeur
- Sammy Baird : footballeur